# Navegación basada en pulsares de rayos-X
La navegación basada en púlsares de rayos-X (XNAV), es un sistema de navegación en el cual las señales periódicas de rayos-X emitidas desde púlsares son usadas para determinar la ubicación de una nave en el espacio exterior. Un vehículo espacial usando este sistema compara las señales de rayos-X con una base de datos con la localización y frecuencia de púlsares conocidos. Similar en concepción al GPS, permite a las naves triangular su posición de forma precisa.